# Třešť (stacja kolejowa)
Třešť – stacja kolejowa w miejscowości Třešť, w kraju Wysoczyna, w Czechach Znajduje się na wysokości 555 m n.p.m.
Na stacji istnieje możliwość zakupu biletu i rezerwacji miejsc.

## Linie kolejowe
- 227 Kostelec u Jihlavy - Slavonice